# Айзек Окоронкво
Айзек Окоронкво (англ. Isaac Okoronkwo, нар. 1 травня 1978, Нбене) — колишній нігерійський футболіст, який грав на позиціях захисника і флангового півзахисника.

## Клубна кар'єра
Народився 1 травня 1978 року в місті Нбене. Вихованець футбольної школи клубу «Юліус Бергер».
У дорослому футболі дебютував 1994 року виступами за команду клубу «Еньїмба». 
Згодом з 1995 по 1998 рік грав у складі команд клубів «Івуаньянву Нейшнл», «Юліус Бергер», «Ар-Раян» та «Івуаньянву Нейшнл».
Своєю грою за останню команду привернув увагу представників тренерського штабу клубу «Шериф», до складу якого приєднався 1998 року. Відіграв за тираспольський клуб наступні два сезони своєї ігрової кар'єри.
У 2000 році уклав контракт з клубом «Шахтар» (Донецьк), у складі якого провів наступні три роки своєї кар'єри гравця. 
Протягом 2003—2006 років захищав кольори клубів «Вулвергемптон Вондерерз» та «Аланія».
До складу клубу «ФК Москва» приєднався 2006 року, де грав до 2009 року.
Завершив професійну кар'єру в іншому російському клубі, «Ростові», за команду якого виступав у 2010–2013 роках.

## Виступи за збірну
У 2001 році дебютував в офіційних матчах у складі національної збірної Нігерії. Протягом наступних 7 років провів у формі головної команди країни 26 матчів.
У складі збірної був учасником чемпіонату світу 2002 року в Японії і Південній Кореї, розіграшу Кубка африканських націй 2002 року у Малі, на якому команда здобула бронзові нагороди, розіграшу Кубка африканських націй 2004 року у Тунісі, на якому команда також фінішувала третьою.

## Особисте життя
У грудні 2014 року Айзек Окоронкво одружився з росіянкою на ім'я Крістіна.

## Титули і досягнення
- Бронзовий призер Кубка африканських націй: 2002, 2004